# Vòng loại Giải vô địch bóng đá thế giới 2006 – Khu vực châu Á (Vòng 3)
Vòng loại Giải vô địch bóng đá thế giới 2006 khu vực châu Á (vòng 3) bắt đầu vào ngày 9 tháng 2 năm 2005 và kết thúc vào ngày 17 tháng 8 năm 2005.
Hai đội đứng đầu ở mỗi bảng (tổng cộng 4 đội) sẽ giành quyền tham dự Giải vô địch bóng đá thế giới (FIFA World Cup) 2006, còn hai đội thứ ba ở mỗi bảng sẽ đá play-off để chọn ra một đội đá play-off tranh vé dự FIFA World Cup với một đội đến từ CONCACAF.

## Thể thức
8 đội đứng đầu ở 8 bảng đấu tại vòng 2 được chia vào hai bảng đấu, mỗi bảng 4 đội. Mỗi đội sẽ đá hai trận sân nhà − sân khách với các đội còn lại trong bảng của mình để chọn ra hai đội đứng đầu ở mỗi bảng giành quyền tham dự FIFA World Cup 2006.

## Bảng 1
| VT | Đội         | ST | T | H | B | BT | BB | HS | Đ  |  |     |     |     |     |
| -- | ----------- | -- | - | - | - | -- | -- | -- | -- |  | --- | --- | --- | --- |
| 1  | Ả Rập Xê Út | 6  | 4 | 2 | 0 | 10 | 1  | +9 | 14 |  | —   | 2–0 | 3–0 | 3–0 |
| 2  | Hàn Quốc    | 6  | 3 | 1 | 2 | 9  | 5  | +4 | 10 |  | 0–1 | —   | 2–1 | 2–0 |
| 3  | Uzbekistan  | 6  | 1 | 2 | 3 | 7  | 11 | −4 | 5  |  | 1–1 | 1–1 | —   | 3–2 |
| 4  | Kuwait      | 6  | 1 | 1 | 4 | 4  | 13 | −9 | 4  |  | 0–0 | 0–4 | 2–1 | —   |

- Ả Rập Xê Út và Hàn Quốc giành quyền dự FIFA World Cup 2006.
- Uzbekistan giành vé dự vòng play-off AFC.

| Hàn Quốc                              | 2–0    | Kuwait |
| ------------------------------------- | ------ | ------ |
| Lee Dong-Gook 23' · Lee Young-Pyo 81' | Report |        |

| Uzbekistan   | 1–1    | Ả Rập Xê Út  |
| ------------ | ------ | ------------ |
| Soliev 90+3' | Report | Al-Jaber 77' |

| Ả Rập Xê Út                          | 2–0    | Hàn Quốc |
| ------------------------------------ | ------ | -------- |
| Khariri 29' · Al-Qahtani 73' (ph.đ.) | Report |          |

| Kuwait           | 2–1    | Uzbekistan   |
| ---------------- | ------ | ------------ |
| Abdullah 7', 62' | Report | Geynrikh 77' |

| Kuwait | 0–0    | Ả Rập Xê Út |
| ------ | ------ | ----------- |
|        | Report |             |

| Hàn Quốc                              | 2–1    | Uzbekistan   |
| ------------------------------------- | ------ | ------------ |
| Lee Young-Pyo 55' · Lee Dong-Gook 62' | Report | Geynrikh 79' |

| Ả Rập Xê Út                          | 3–0    | Kuwait |
| ------------------------------------ | ------ | ------ |
| Al-Shalhoub 19', 49' · Al-Harthi 83' | Report |        |

| Uzbekistan    | 1–1    | Hàn Quốc             |
| ------------- | ------ | -------------------- |
| Shatskikh 62' | Report | Park Chu-Young 90+1' |

| Kuwait | 0–4    | Hàn Quốc                                                                               |
| ------ | ------ | -------------------------------------------------------------------------------------- |
|        | Report | Park Chu-Young 19' · Lee Dong-Gook 29' (ph.đ.) · Chung Kyung-ho 55' · Park Ji-Sung 61' |

| Ả Rập Xê Út                      | 3–0    | Uzbekistan |
| -------------------------------- | ------ | ---------- |
| Al-Jaber 8', 60' · Al-Harthi 87' | Report |            |

| Hàn Quốc | 0–1    | Ả Rập Xê Út |
| -------- | ------ | ----------- |
|          | Report | Al-Anbar 5' |

| Uzbekistan                                        | 3–2      | Kuwait                       |
| ------------------------------------------------- | -------- | ---------------------------- |
| Djeparov 41' (ph.đ.) · Shatskikh 62' · Soliev 76' | Chi tiết | Al-Mutawa 16' · Abdullah 31' |

## Bảng 2
| VT | Đội               | ST | T | H | B | BT | BB | HS | Đ  |  |     |     |     |     |
| -- | ----------------- | -- | - | - | - | -- | -- | -- | -- |  | --- | --- | --- | --- |
| 1  | Nhật Bản          | 6  | 5 | 0 | 1 | 9  | 4  | +5 | 15 |  | —   | 2–1 | 1–0 | 2–1 |
| 2  | Iran              | 6  | 4 | 1 | 1 | 7  | 3  | +4 | 13 |  | 2–1 | —   | 1–0 | 1–0 |
| 3  | Bahrain           | 6  | 1 | 1 | 4 | 4  | 7  | −3 | 4  |  | 0–1 | 0–0 | —   | 2–3 |
| 4  | CHDCND Triều Tiên | 6  | 1 | 0 | 5 | 5  | 11 | −6 | 3  |  | 0–2 | 0–2 | 1–2 | —   |

- Nhật Bản và Iran giành quyền dự FIFA World Cup 2006.
- Bahrain giành quyền dự vòng play-off AFC.

| Nhật Bản                   | 2–1      | CHDCND Triều Tiên |
| -------------------------- | -------- | ----------------- |
| Ogasawara 4' · Oguro 90+1' | Chi tiết | Nam Song-Chol 61' |

| Bahrain | 0–0      | Iran |
| ------- | -------- | ---- |
|         | Chi tiết |      |

| CHDCND Triều Tiên | 1–2      | Bahrain     |
| ----------------- | -------- | ----------- |
| Pak Song-Gwan 63' | Chi tiết | Ali 7', 58' |

| Iran               | 2–1      | Nhật Bản      |
| ------------------ | -------- | ------------- |
| Hashemian 13', 75' | Chi tiết | Fukunishi 66' |

| CHDCND Triều Tiên | 0–2      | Iran                          |
| ----------------- | -------- | ----------------------------- |
|                   | Chi tiết | Mahdavikia 34' · Nekounam 79' |

| Nhật Bản           | 1–0      | Bahrain |
| ------------------ | -------- | ------- |
| Salmeen 72' (l.n.) | Chi tiết |         |

| Iran       | 1–0      | CHDCND Triều Tiên |
| ---------- | -------- | ----------------- |
| Rezaei 45' | Chi tiết |                   |

| Bahrain | 0–1      | Nhật Bản      |
| ------- | -------- | ------------- |
|         | Chi tiết | Ogasawara 34' |

| Iran        | 1–0      | Bahrain |
| ----------- | -------- | ------- |
| Nosrati 48' | Chi tiết |         |

Chú thích: Trận đấu này được dùng làm bối cảnh cho bộ phim "Offside" của Iran.
| CHDCND Triều Tiên | 0–2      | Nhật Bản                   |
| ----------------- | -------- | -------------------------- |
|                   | Chi tiết | Yanagisawa 67' · Oguro 89' |

Chú thích: Vì có sự cố về khán giả trong hai trận đấu sân nhà trước đó của Triều Tiên, FIFA đã quyết định rằng trận đấu tiếp theo của Triều Tiên sẽ được chuyển đến một địa điểm trung lập (Thái Lan) và thi đấu trên sân không khán giả.
| Nhật Bản             | 2–1      | Iran             |
| -------------------- | -------- | ---------------- |
| Kaji 28' · Oguro 76' | Chi tiết | Daei 79' (ph.đ.) |

| Bahrain           | 2–3      | CHDCND Triều Tiên                                      |
| ----------------- | -------- | ------------------------------------------------------ |
| Isa 49' · Ali 54' | Chi tiết | Choe Chol-Man 28' · Kim Chol-Ho 43' · An Chol-Hyok 90' |